# Patrick Flynn (Eishockeyspieler)
Patrick Flynn (* 8. August 1985 in Bayreuth) ist ein deutscher Eishockeyspieler, der seit der Saison 2006/07 für die Eisbären Juniors Berlin spielt. Sein Debüt in der Profimannschaft aus der Deutschen Eishockey Liga gab er bereits in der Saison 2003/04.

## Karriere
Flynn begann seine Eishockeykarriere 2000 in der Deutschen Nachwuchsliga bei den Berlin Young Capitals. Bereits in seinem zweiten Jahr war er mit 68 Punkten in 38 Spielen Topscorer seines Teams. In der Saison 2002/03 gehörte er erstmals der Herrenmannschaft der Berlin Capitals an, mit der er fortan in der Regionalliga spielte.
Im Sommer 2003 wechselte Flynn zum Stadtrivalen Eisbären Berlin in die DEL. Dort absolvierte er zunächst 17 DEL-Spiele, wurde aber überwiegend in der Nachwuchsmannschaft, den Eisbären Juniors Berlin eingesetzt, mit der er in derselben Saison den sportlichen Aufstieg in die Oberliga feiern konnte. Nach einem weiteren Jahr in Berlin schloss sich der 1,76 m große Stürmer den Alberni Valley Bulldogs in der kanadischen Juniorenliga British Columbia Hockey League an, wo er allerdings nur ein Jahr spielte und zwischenzeitlich für die Red Deer in der Alberta Midget Hockey League aufs Eis ging.
Zur Saison 2006/07 kehrte Flynn zurück zu den Eisbären Berlin, wo er einen Vertrag bis 2009 besaß.